# Feuerthalen
Feuerthalen är en ort och kommun i distriktet Andelfingen i kantonen Zürich, Schweiz. Kommunen har 3 811 invånare (2023).
Feuerthalen ligger vid floden Rhen mittemot staden Schaffhausen. Kommunen består av de två orterna Feuerthalen och Langwiesen som har växt samman.